# Salomonové z Friedbergu
Salomonové z Friedbergu (něm. Salomon von Friedberg, lat. Salomon de Friedberg) je rod, jehož kořeny sahají do Frýdku 16. století.

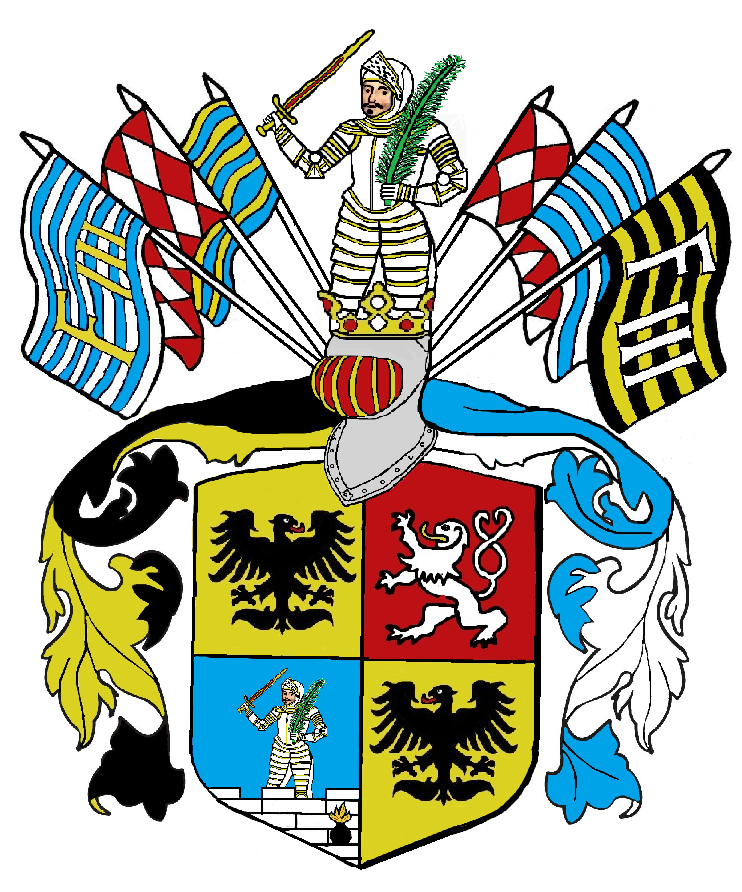
Erb Václava Mořice Salomona z Friedbergu

## Etymologie
V době kdy členové rodu pobývali ve Frýdku, používali příjmení Šalomon, nebo Šalomun (psáno Ssalomon, Ssalomun). Není vyloučeno, že šlo o odkaz na významného předka rodu, který mohl toto jméno používat jako křestní (s podobnými případy se setkáváme poměrně často). Pokud by tomu tak bylo, naznačuje křestní jméno Salomon, oblíbené v 16. století zejména u evangelíků, že rodina byla původně nekatolická. 
V 17. století začal Václav Mořic Salomon, a po něm i další členové, užívat predikát "von Friedberg", česky "z Friedbergu/Frýdberka". Frýdek leží na kopci a majetní občané, kterými Salomonové byli, vlastnili nemovitosti uvnitř opevnění, kolem náměstí. Když Salomonové z Frýdku odešli a začali žít jinde, začali také používat přídomek podle svého původního bydliště. Vzhledem k sílícímu antisemitismu začali být někteří členové rodu ve druhé polovině 19. století neprávem napadáni, že jsou židovského původu. Žádosti o odložení příjmení Salomon ale nebyly panovníkem povoleny. Teprve po zániku Rakousko-Uherska a zrušení šlechtictví ve většině nástupnických států, si někteří členové rodu jméno změnili a začali se psát jen "Friedberg" a to s výjimkou příslušníků druhé linie žijících dnes v Kanadě.

## Nobilitace
Na přelomu 16. a 17. století byli Salomonové ve Frýdku propuštěni z poddanství. V 17. století byl nejvýraznější osobností Václav Mořic Salomon, který získal, v letech 1648-1650, erb, predikát "z Friedbergu" a byl titulován jako urozený vladyka. Jako nobilitovaný byl v písemnostech označován i jeho syn. Politicky však zůstal Václav Mořic členem měšťanského stavu, protože to pro něho bylo finančně výhodnější. V případě nobilitace není jasné, jakým způsobem jí Václav Mořic získal, jestli šlo o panovnické udělení, nebo udělení palatinem. A s jistotou se to patrně nedozvíme nikdy.
Předkem současných Salomonů je starší bratr Václava Mořice- Matyáš Václav, který stejně jako jeho bratr používal přídomek "z Friedbergu" a erb. Znak se však zásadně lišil od bratrova, protože se ve štítě nacházela jen figura a v klenotu pak bylo paví (ptačí?) pero. Šlechtický titul ale neměl. 
Roku 1742 došlo v rodině k tragédii. Během bitvy u Chotusic, v rámci prusko-rakouských válek zemřel Matyášův potomek, Jan Antonín mladší. Rod se tak ocitl na pokraji vymření, protože po sobě zanechal pouze dvě děti, dceru a syna, z toho syn- Josef Anton Karl, měl pouhé dva roky. To zapříčinilo, že rodina ztratila veškeré ponětí o svém původu. 
Podle vlastního svědectví Emanuela Salomon von Friedberg  se však dozvídáme, že roku 1840 rodina používala erb Václava Mořice, predikát a považovala se za prosté šlechtice. Roku 1862 byl však Emanuel vyzván, aby své šlechtictví doložil. V té době šlo vzhledem k absenci rodových dokumentů a neuspořádanosti archivů o značný problém, a proto císař František Josef I. 8. prosince 1862 Emanuelu Salomonovi šlechtický titul potvrdil z nejvyšší milosti a to přesto, že nemohl předložit nobilitační listinu a že se ve vídeňském šlechtickém archivu zmínka o nobilitaci rodiny nenacházela. 21. března 1863 mu byla vydána ministerská potvrzovací listina. Roku 1884 byl Emanuel Salomon povýšen do stavu svobodných pánů, ale baronská větev vymřela již jeho osobou. 
Roku 1885 bylo šlechtictví potvrzeno také Emanuelovým příbuzným usazeným v Haliči.

## Rodový erb
Vyobrazení erbu Matyáše Václava je známo pouze z pěti exemplářů otisků pečetních prstenů.
 

Erb Václava Mořice se dochoval i barevné variantě z roku 1656, která je dnes (v kopii) uložena ve šlechtickém archivu ve Vídni.  Na jeho pečetích najdeme drobné odchylky - např. lev není kráčející, ale ve skoku. Oficiálně byla podoba erbu stanovena až listinou c. k. státního ministerstva roku 1863: 

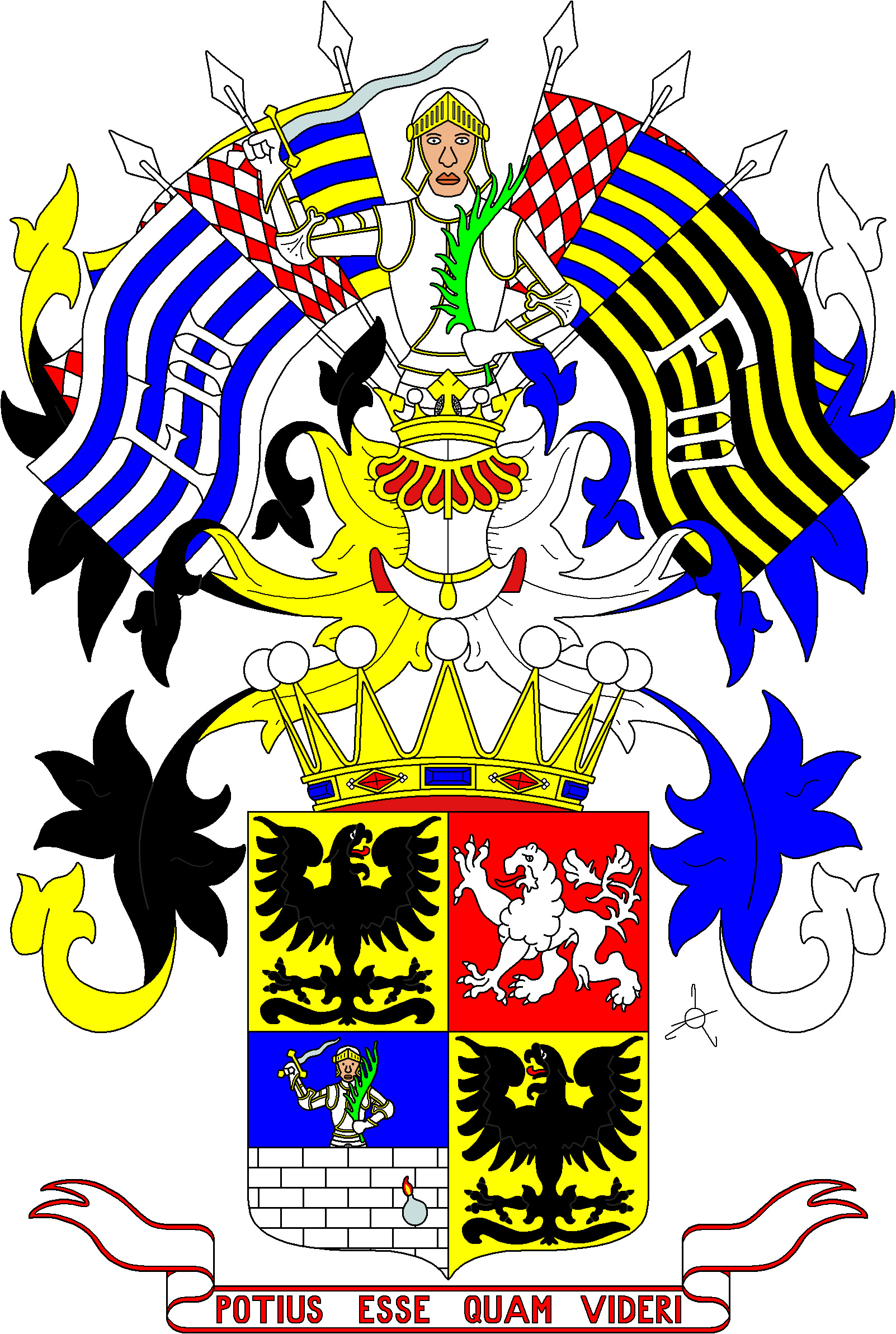
Baronský erb Salomonů z Friedbergu (1884)

"Čtvrcený štít. V prvním a čtvrtém zlatém poli černá, do středu hledící orlice s červeným jazykem. Druhé pole je červené se stříbrným dvojocasým kráčejícím lvem. Ve třetím modrém poli stříbrná, černě spárovaná zeď, za kterou vyniká vpřed hledící muž ve stříbrné, zlatě lemované zbroji s přílbou s otevřeným hledím. V pravé ruce nad hlavou drží plamenný meč se zlatým jílcem a záštitou, v levé, která je opřena v bok, zelenou palmovou ratolest. Nalevo od něj naráží do zdi hořící granát. Na štítě stojí korunovaná turnajská přílba s černo-zlatými a modro-stříbrnými přikrývadly. Klenotem je rostoucí oděnec ze štítu mezi šesti praporci (3:3) na stříbrných ratištích se stříbrným hrotem. Vpravo: přední stříbrno-modře pruhovaný se stříbrnými literami F III, druhý červeno-stříbrně routovaný, zadní zlato-modře pruhovaný. Vlevo: přední černo-zlatě pruhovaný se stříbrnými literami F III, druhý modro-zlatě pruhovaný, zadní stříbrno-červeně routovaný."
Baronský erb se od původního lišil jen korunou svobodných pánů na štítě a heslem POTIUS ESSE QUAM VIDERI.

## Historie rodu
V 16. století žila ve Frýdku rodina Šalomonů a způsob historických zápisů naznačuje, že příjmení vzniklo právě zde a v této době. Nejstarší písemný záznam pochází z 7. června 1541 a týká se Bartoše Šalomona, v té době obecního staršího, o kterém však není více známo. Dalším byl Jan Šalomon, zemědělec, který zemřel mezi lety 1580-1663. Martin Šalomon, také zemědělec a otec pěti dětí, zemřel zřejmě při velkém požáru roku 1592. A především Václav Šalomon starší, který zvyšoval rodinný majetek obchodováním s nemovitostmi, zemřel mezi lety 1607-1614.
Víc informací máme o Václavu Šalomonovi mladším, narozen před rokem 1588. Byl radním Frýdku v letech 1615, 1616 a 1627 , ale protože to byla funkce čestná, jeho hlavní živností bylo ševcovství, ve kterém dosáhl pozice nejvyšší- stal se nejstarším mistrem a roku 1625 byl zvolen cechmistrem. Jako jeho otec, i Václav mladší zvyšoval své majetkové poměry nákupem a prodejem nemovitostí, ale život ve Frýdku v té době byl sérií katastrof- požáry, morové epidemie, vojenská situace, to všechno byly komplikace  a když roku 1628 nebo 1629 Václav mladší zemřel, jeho vdova se během pár let dostala do finančních problémů. Snad to bylo důvodem, že jejich synové opustili Frýdek a začali své kariéry jinde. 
Václav Mořic, narozen 1625, byl kariérně úspěšnější. Bojoval proti Švédům a stal se radním Starého Města pražského. Ale nositelem linie byl starší syn, Matyáš Václav, narozen cca 1618. Ten působil jako vysoký úředník Hanuše Zikmunda svobodného pána Petřvaldského z Petřvaldu, nejprve na hradě Buchlov a později v Horní Moštěnici, a na Přerovsku vůbec. Zemřel roku 1681 ve Frýdku, kam se ve stáří vrátil dožít.
Poslední stopy Salomonových z Frýdku mizí s rokem 1685. Potomci Matyáše Václava, Rudolf Jan (zemřel 1701-1723), Jan Antonín starší (narozen 1682, zemřel po 1734) a Jan Antonín mladší (zemřel 1742), pracovali jako úředníci ve šlechtických službách (např. rytíř Jan Ondřej Kotvic z Kotvic a na Hostouni, Jan Bartoloměj svobodný pán Vernier z Rougemontu, hrabě Ferdinand Rudolf z Valdštejna, hrabě Kornel, hrabě Karel Jáchym Breda, hrabě Pöetting-Persing). To mělo své výhody, Salomonové díky tomu požívali značné úcty, pramenící z postavení, a žili na, většinou nově opravených, sídlech svých pánů. Na druhou stranu to ale byl život stěhovavý a dohledat tedy jejich pohyb je komplikované.
Dalším významným členem rodu byl Josef Anton Karl (žil 1740- 1825). Svou kariéru začal, podobně jako jeho předci, jako panský úředník, působil na cítolibském panství, majetku Ernesta Karla hraběte Pachty z Rájova. Ale jako první opustil hranice Čech. Nejprve se dostal, roku 1790, jako výběrčí na panství hrabat Pálffyů z Erdődu, ve slovenské Stupavě. Ale mezi lety 1799-1808 přestěhoval svou rodinu do Haliče, do města Krakov. Zde se rod rozdělil na tři hlavní linie.
Zakladatelem první linie byl Ernest Johann (žil 1774-1854), místostarosta ve Lvově. Jeho potomci rozšířili rod přes Belgii do Francie, také do Polska nebo Rakouska. Z této linie pochází např. generálmajor Edmund šlechtic Salomon de Friedberg, polní podmaršál Ernst šlechtic Salomon de Friedberg nebo malířka Sibylle Woletz.
Druhou linii založil Johann Nepomuk Stephan (žil 1791- 1865), kamerální správce města Bolechów, dnes ležícím na Ukrajině. V Polsku a na Ukrajině žijí jeho potomci dodnes, ale významná větev žije i v Kanadě. Mezi jeho potomky patří např. Wilhelm Salomon de Friedberg- místodržící města Mościska, polský paleontolog Wilhelm Friedberg, nebo jeho synovec historik Marian Friedberg. Bývalý místopředseda Krakova a státní tajemník ministerstva dopravy a námořního hospodářství Jan Stanisław Friedberg, nebo metalurg Henry Salomon de Friedberg.
A poslední, třetí linii, založil August Ignác (žil 1795-1880), hospodářský rada, který se s otcem vrátil do Čech. Jeho synem byl, spolu s Václavem Mořicem druhý nejvýznamnější český člen rodu- polní podmaršál, malíř, spisovatel a propagátor zdravého životního stylu- Emanuel Salomon von Friedberg-Mírohorský. Další potomci Augusta Ignáce žili a žijí v Chorvatsku, Rumunsku, Slovinsku, Lotyšsku, ale také Rakousku, Francii a Německu a jsou jimi např. podplukovník Gustav Friedberg, nebo sociolog Erhard Friedberg.

## Vyznání
Od roku 1528 (fakticky od roku 1540) vedl frýdecké panství Václav III. Adam Těšínský, který se sice zasadil o rozvoj města, ale také byl luteránem a tuto víru prosazoval i na svém panství. Většina obyvatel města tedy docházela do kostela, který byl až do roku 1581 pod správou luteránských kněží. Pouze menší část obyvatel navštěvovala raději katolický kostel v sousedním Místku. V případě Salomonů, jak bylo řečeno výše v kapitole Etymologie, jméno Salomon naznačuje spíše luterství. V 17. století ale byla rodina již prokazatelně katolická a její členové zůstali této víře věrní až do moderní doby.

## Sňatková politika
Salomonové z Friedbergu využívali svého postavení ve sňatkové politice a v průběhu dějin se ženili s dcerami významných měšťanských i šlechtických rodů. V nejstarších dobách to byly významné frýdecké rodiny Cvalů, Šajerů a Brumovských. Ze šlechtických rodů jsou to rytíři Kotvicové z Kotvic a na Hostouni, baroni Goubau de Corbeck-Dyle, hrabata Lažanští z Bukové, Waagnerové šlechtici von Wallernstädt, baroni Staël von Holstein, baroni Ožegovićové von Barlabaševec und Bela, šlechtici von Kraus, baroni von Puteani, knížata von Auersperg-Breunner, hrabata von Korff. Dalším významným je průmyslnický rod Regenhart nebo příbuzenství se šlechticem, vojákem a novinářem Moricem Fialkou, předkem slavné maďarské umělecké rodiny Ferenczy.

## Omyly a chyby
Jak je již uvedeno výše, když členové rodu začali v 19. století pátrat po svém původu, vzniklo mnoho omylů, které stále dokola přebírány odbornými publikacemi, a podpořeny nedostatečnými znalostmi samotných některých členů rodu, dodnes kolují a zůstávají nevyvráceny. Podle těchto informací má rod pocházet z německého města Friedberg (Friedberg in der Wetterau), z 12. století, přičemž ve 13. století se měl stát šlechtickým. Členem rodu má být  Ojíř z Friedberga a mnozí jiní významní hodnostáři. (Zde jde o sloučení s rodem von Friedberg). V 15. století se měl rod nacházet v Polském Krakově. (Záměna s rodem Salomonů z Benediktovic původem od Krakova, který byl roku 1434 nobilitován ). Do Čech měl rod přesídlit až po třicetileté válce, v rámci rozdělování majetku, konfiskovaného protestantům. Občas se také jako Friedberg označuje město Frymburk. (Tady je třeba říct, že Friedberg lze najít hned na několika místech, hlavně v pohraničí jde o často používaný název. Nakonec i Místek, sousedící a dnes tvořící s Frýdkem jeden celek, je německy Friedberg.)